# ترایون، شهرستان گاستون، کارولینای شمالی
ترایون، شهرستان گاستون، کارولینای شمالی (به انگلیسی: Tryon, Gaston County, North Carolina) یک محدوده ثبت‌نشده در ایالات متحده آمریکا است که در شهرستان گاستون ایالت کارولینای شمالی واقع شده‌است.

## خصوصیات
ترایون ۳۰۲ متر بالاتر از سطح دریا واقع شده‌است.